# Titan (Band)
Titán war eine elektronische Band mit drei Musikern aus Mexiko. Gegründet in den 1990er Jahren hatte sie ihren größten kommerziellen Erfolg im Jahre 2000 mit dem Song Corazon aus dem Album Elevator.
Auch der Hit 1, 2, 3, 4 aus diesem Album schaffte es in die Charts. Zudem ist er auf dem Soundtrack des 2005 erschienenen Films Mord und Margaritas enthalten. Das für April 2004 angekündigte Nachfolgealbum blieb aus. Die Band-Homepage www.titantitan.com wurde kurz darauf vom Netz genommen.

## Diskografie
- 1995: Terrordisco (EP)
- 1999: C'mon Feel the Noise (EP)
- 1999: Elevator (Die Audio-CD ist in Hybrid-Form erstellt und enthält Windows-Software, die von CD lauffähig ist. Darin befinden sich kleine Spiele und andere Gimmicks.)
- 2000: Corazón (Single)
- 2000: 1, 2, 3, 4 (Single)
- 2005: Titan (Album)
- 2016: Dama (Album)